# 東亜同文会
東亜同文会（とうあどうぶんかい）とは、1898年（明治31年）から1946年（昭和21年）にかけて、日本に存在した民間外交団体及びアジア主義団体。上海に設立された東亜同文書院の経営母体であったことで知られる。現在の霞山会の前身である。

## 設立の経緯・概要
東亜同文会は、日清戦争・日露戦争後に清国に対して優越的立場を取り、なおかつ「支那保全（支那保全論）」を掲げて発足した、中期アジア主義の代表的な機関である。1896年から1898年にかけて清朝が欧米により勢力分割（いわゆる「瓜分」）され、それに続く戊戌の変法・戊戌の政変の騒動は、日本においても朝野の大きな関心事となった。これによって改革派の康有為・梁啓超らが亡命することになり、更には清朝打倒の革命を唱える孫文らが既に日本を拠点に活動していたことは、日本政府にとって二つの問題を同時に抱えることとなった。こうした問題を抱えながら、康・梁・孫らの改革や革命の支援を主目標に掲げた「東亜会」と、大陸での事業経営などの活動を目的として発足した「同文会」という異なる二つの団体と、アジア主義の先駆である団体「興亜会（亜細亜協会）」や「東邦協会」の他、「善隣協会」の一部を吸収合併し、「東亜同文会」が発足した。
東亜同文会は支那保全を掲げていたが、義和団の乱で井上雅二らによる連邦保全策が失敗してから新たに浮上した満州問題を廻って、対露強硬の姿勢を取る近衛篤麿と平和論を主張した陸羯南が対立する。東亜同文会の思想は近衛が康に述べたような「アジア・モンロー主義」に近い新秩序を志向するものとなった。会員の犬養毅が政府に活動資金を出すように働きかけ、外務省機密費で年に4万円が支給された。これにより、外務省の意向が会の役員人事にも影を落としていた半官半民の国策団体であった。日本政府は最初、康有為・梁啓超一派の亡命に対して協力的だったが、山縣内閣が清国の要求により康・梁追放を求めたのに対して近衛篤麿は、康の離日については受け入れたものの、梁の追放という清朝高官の要求を拒否するという対応を取った。しかし、この近衛の行為には陸を始めとして会の中からも大きな批判があり、陸のほか数名の脱会者が出た。このようであったから、東亜同文会は孫文の革命派に対する支援にも消極的になり（ただし、元々梁らの勢力は、立憲君主制などを求める改革派であって孫文らの革命派とは立場が異なり、対立することもあった。また犬養毅は革命派・改革派双方との関係を維持する動きをしている）、広東支部の廃止なども相次いだ。その後、1936年から篤麿の息子で日中戦争時の内閣総理大臣も務める近衛文麿が第5代会長となるも第二次世界大戦後の1945年12月に自殺し、これを受けて東亜同文会は自主解散した。

## 組織

### 役員（創立時）
会長
近衛篤麿
幹事
池辺吉太郎、陸実（陸羯南）、佐藤宏、井上雅二、山口宏沢
常任幹事
田鍋安之助
支部主任
中西正樹（北京）、井手三郎（上海）、宗方小太郎（漢口）、中島真雄（福州）、高橋謙（広東）

### 会員
- 犬養毅
- 神鞭知常
- 佐々友房
- 大石正巳
- 長谷場純孝
- 柏原文太郎
- 谷干城
- 長岡護美
- 花房義質
- 渡辺洪基
- 福本誠
- 江藤新作
- 岸田吟香
- 川島浪速
- 宮崎滔天
- 可児長一
- 内田甲（在ウラジオストク）
- 平山周（在清国）
- 内藤湖南
- 深山虎太郎
- 副島種臣
- 郡島忠次
- 小川平吉
- 山口正一郎
- 山田良政
- 中村兼善
- 小村欣一
- 笹森儀助
- 佐藤正
- 佐原篤介
- 林毅陸
- 根津一
- 郡島忠次郎
- 山内嵓
- 竹越与三郎

### 歴代会長
- 初代 近衛篤麿：1898（明治31）年-1904（明治37）年
- 第2代 青木周蔵：1904（明治37）年-1907（明治40）年
- 第3代 鍋島直大：1907（明治40）年-1918（大正7）年・総裁：1918（大正7）年-1921（大正10）年
- 第4代 牧野伸顕：1918（大正7）年-1936（昭和11）年
- 第5代 近衛文麿：1936（昭和11）年-1945（昭和20）年

## 合流団体
1898年、それまで別組織であった東亜会と同文会及び「興亜会（亜細亜協会）」を始めとする既存のアジア主義諸団体が合体して東京・赤坂溜池に設立された。

### 東亜会
東亜会
東亜会は福本日南の渡欧送別会の席上、この会に参加した陸羯南・三宅雪嶺・志賀重昂らによって提起され1897年に誕生した。会の事務所は政教社に置かれた。会員は政教社同人のほかに黒龍会の内田良平、および孫文らの中国革命を援助した宮崎滔天らであった。

### 同文会
同文会
同文会は東亜会設立の翌1898年、貴族院議長・近衛篤麿を中心に結成された。この会の事業綱領は以下のようなものである。
1. 支那問題を研究するとともに各般の調査に従事し、各種事業の助成を図る。
2. 上海に同文会館を設け、両国有志の協同を図る。
3. 東京にあっては『時論』、上海にあっては『亜東時報』の両雑誌をもって通信機関とする。
4. 上海における同文学堂をもって、両国人の教育機関とする。

### 亜細亜協会
亜細亜協会
亜細亜協会は1880年（明治13年）に設立された興亜会を前身に持ち、東亜同文会の設置にあたり、長岡護美、花房義質、渡辺洪基、榎本武揚・岸田吟香・恒屋盛服が合併を申し込み、東亜同文会に合流した。そのうちの長岡・花房・渡辺はそのまま東亜同文会の幹事となった。

### 東亜同文会
東亜同文会の設立
同文会設立の4ヵ月後、同会と東亜会の合併により設立された東亜同文会は「支那保全論」に基づき清朝を容認した。さらに洋務派官僚の劉坤一・張之洞らと関係の深い近衛が会長に就任すると孫文らの中国革命を支援する東亜会系の会員は次第に姿を消していった。

## 活動

### 教育機関の設立
東亜同文会は上海に東亜同文書院、東京に東京同文書院を設立した（前者は在華日本人留学生を教育し、後者は中国人留学生を受け入れる高等教育機関であった）。
東亜同文書院
東亜同文書院の45年の歴史は、初代院長・根津一によって始まり、以降杉浦重剛、大津麟平、近衛文麿（近衛篤麿の子息）、大内暢三、矢田七太郎、本間喜一ら計8代7人の院長が担った（詳細は当該項目を参照）。
東京同文書院
柏原文太郎（のち目白中学校第3代校長）を実質的な責任者として運営され、1898年から1918年まで存続した。
このほか、天津同文書院（のちの天津中日学院）・漢口同文書院（のちの江漢中学校）・東亜工業学院（「敵性資産」を引き継いだ、中国人学生のための高等教育機関）・華北高等工業学校（1943年設立）・北京興亜学院（1943年引継）を運営した。

### 医療機関の設立
1901年（明治34年）夏、近衛篤麿ら東亜同文会有志と北里柴三郎を始めとする医学界の名士によって「東亜同文医会」が設立され、「亜細亜医会」を吸収して同仁会に発展し、長岡護美、大隈重信、内田康哉、近衛文麿らが会長を務めた。中国での近代的な医療衛生活動は評価される一方、七三一部隊との協力が批判された。

### 機関紙
1892年（明治25年）4月、近衛篤麿が主宰する精神社（後に時論社と改称）の機関誌『精神』（後に『明治評論』『中外時論』『時論』と改題）を『東亜時論』と改め、東亜同文会機関誌として月二回発行された。編集者は内藤湖南。更に、1907年（明治40年）11月、東亜同文会は、日本の企業や実業家の中国市場進出支援を目的とした支那経済調査部を設立し、『東亜同文会報告』を踏襲した中国専門経済誌を持った。

## 解散
第二次世界大戦後の1946年11月、東亜同文会は解散し、4年後の1950年12月、財団法人としての東亜同文会も清算された。1948年には後継団体として霞山会が設立され現在に至っている。

## 参照
1. ↑  葦津珍彦『武士道 - 戦闘者の精神』神社新報社、2002年、215-216頁
2. ↑  大島隆雄「近衛文麿と東亜同文会東亜同文書院」『愛知大学東亜同文書院大学記念センター オープン・リサーチ・ センター年報』第2号, 2007年
3. ↑  狹間直樹「第五章 東亜会と同文会 (初期アジア主義についての史的考察(6))」『東亜』第415号、霞山会、2002年、67頁。 NAID 120002233403
4. ↑  高杉晋吾『七三一部隊－細菌戦の医師を追え』第二章54～63頁、東京・徳間書店、1982
5. ↑  七三一研究会編『細菌戦部隊』294～297頁、東京・晩声社、1996